# 高跟鞋虐猫事件
高跟鞋虐猫事件是指發生在中國黑龙江省鹤岗市萝北县名山镇的名山岛公园拍摄的女子以高跟鞋虐杀小猫的影片，于2006年2月底在網際網路上公布所引发的事件。

## 事件時程
- 2006年2月26日22时，“碎玻璃渣子”在猫扑论坛发帖《愤怒：半老徐娘血腥虐杀小动物》。帖子中公布了一个装扮性感的中年女人以高跟鞋虐待一隻幼猫的图片。她声明，这些图片是从一个Crush（踩踏）小动物的变态视频中截出的。该帖引起强烈反响。
- 2月28日，各大网站与论坛转载虐猫图片。群情激愤。网友自发组织起来调查该事件。
- 2月28日凌晨，“鹊桥不归路”在猫扑发帖，公布自己的初步调查结果。他根据虐猫视频上的域名www.crushworld.net，挖出嫌疑人的ID“Gainmas”。该网站的注册地在杭州，注册公司是一家名叫银狐科技的网络公司，该公司的总经理英文名字为Gainmas Guo。
- 3月1日，www.crushworld.net网站由于网友攻击而瘫痪。
- 3月2日10点20分，“我不是沙漠天使”在猫扑发帖，称“我对天发誓，这个女人不是什么杭州的，而是黑龙江的一个小城，因为我就生活在这里，那是我们这的一个风景区，由于我们这很小，所以这个女人我认识，她是我们当地医院的一名工作人员，其余的我就不能说了。”
- 3月3日凌晨，“evernight”“正好有时间上网，就决定重点搜索一下那些贩卖光盘的贩子资料，但网上搜索到的叫卖的帖子很多，我就重点看了一下那些以‘自拍’为卖点的贩子的ID。比较巧的是，我第一个看到的并决定尝试搜索一下资料的，就是这个李跃军的ID——liyj6868。搜索的同时，我发现了他在黑龙江萝北县电视台工作，而且印象里以前有网友说过那个虐猫地点好像是黑龙江一个小地方，于是我就想这个人至少应该算是嫌疑人之一，于是我就把这个帖子发了上来。正好在我发帖不久，miaomi就提供了图片对比，这让我的推断进一步证实了”。（不久，网民们直接“杀”到萝北县的县政府网站，竟然发现该网站上的那个风光图片正是虐猫的现场。这样，李跃军才被揪出来，而虐猫的地点也成为确凿无疑的证据。）
- 3月4日12点，“浪漫夜风”在猫扑发言，确认了“我不是沙漠天使”的证词，还补充了一些情况，“视频中的女子叫王珏，是黑龙江省鹤岗人，年龄40岁左右，工作单位萝北县人民医院，据说和老公感情不和举动异常，前些年从楼上摔下来过，而拍摄‘虐猫事件’的地点正是黑龙江省萝北县名山岛”。至此，虐猫事件的三个嫌疑人基本确定，距离“碎玻璃渣子”在网上贴虐猫组图不过6天时间，其效率之高可能不亚于警方的办案速度。
- 3月6日，黑龙江媒体证实该女子为萝北县凤祥镇的一名药剂师王珏。而有关的图片是来自其友李跃军替她拍摄用于私下出售的视频光盘的一部分。
- 3月8日，萝北县有关部门确认虐猫视频拍摄地点是该县名山镇名山岛公园，并称已对该事件参与者王某、李跃军展开调查。
- 3月9日，李跃军在东北论坛发布公开检讨书。
- 3月15日，萝北县人民政府网站公布王珏公开道歉信。萝北县人民政府网站也公布了该县广播局、县医院对虐猫事件当事人处理意见。“立即停止王珏药剂高工的工作，停发工资。”对李跃军“立即停止其工作，等待事情的调查和处理。免去其部门主任的职务。”

## 王珏公开道歉信
3月15日，黑龙江萝北县人民政府网站公布踩猫女致广大网民及市民的一封公开道歉信，信中说不需要同情，但希望得到公众的理解。并称因此事她自己以及亲友均受到很深的伤害。

## 李跃军公开检讨书
3月9日14时30分，事件当事人李跃军在东北论坛公开向广大网民进行检讨。检讨书题目是《关于虐猫事件的内幕及我的检讨》。其中他承认与事件有关，确实在网上售卖有关视频材料，但没有进行摄制。他将该事件的详细经过进行了阐述，并称被摄对象开始是对于在网上公布自己的形象曾有所顾虑，但他的朋友以“看这些片子的人都是心理变态者，不会让人知道的”为由说服了她。并称，这些视频材料的摄制者组织非常严密，他自己也无法再次找到联系人。此外，他声称爆料者可能是某些看了试看片断不愿意付钱购买，与卖家发生矛盾并恼羞成怒才作出这样的行为。“没有这种心理倾向的人是得不到片子和截图的。”